# Eurazeo
Eurazeo est une société d'investissement française créée en avril 2001 de la fusion entre Azeo et Eurafrance. L'entreprise gère 33,5 milliards d'euros d'actifs investis dans un portefeuille de plus 600 entreprises du segment des moyennes capitalisations.

## Historique

### Création
Gaz et Eaux (renommée Azeo en 1999) est une société fondée en 1881, dont l'activité est la distribution d’eau et de gaz dans l’ouest et le nord de la France. Le gaz étant nationalisé en 1945, elle a conservé jusqu’en 1976 son activité eau pour passer progressivement de société de portefeuille à la fin des années 1970 à pure société d’investissement dans les années 1990.
Eurazeo est issue de la fusion d'Eurafrance, créée en 1969 et d'Azeo, alors toutes deux des holdings du groupe Lazard, une opération qui oblige notamment Eurafrance à céder ses actions dans Generali, Mediobanca et Danone.

### 2001-2008
En 2003, Eurazeo acquiert Groupe Fraikin, puis en avril, elle rachète 23 % d’Eutelsat à France Telecom. Puis Eurazeo rachète Buffalo Grill sur la base de 20 euros par action,. Avec le fonds Carlyle, elle investit dans Terreal.
En 2004, Eurazeo se rapproche de Rue Impériale et la rachète. Le groupe Fraikin est titrisé pour rembourser la dette de l’achat. Eurazeo devient le 1ᵉʳ actionnaire d’Eutelsat, opérateur européen historique pour les satellites de communication par achat de 10 % supplémentaires. Puis Eurazeo achète 73.5 % de Rexel, propriété de PPR (Pinault-Printemps-Redoute).
En 2005, Eurazeo acquiert les Ateliers de construction du Nord de la France (ANF). Elle prend le contrôle total de Rexel avec le retrait obligatoire de la cote.
Eurazeo acquiert une première tranche du groupe Accor, puis de B&B Hotels. Plus tard dans l’année, Eurazeo vend Terreal puis IRR Capital (Capital International Real Returns) - société d’investissement achetée en 1997 - et BBS Capital, acquise en 1998.
Suivent les acquisitions d’Europcar en 2006, d’Apcoa, un gestionnaire de parkings, en 2007, et beaucoup plus tard, en 2016, de Grape Hospitality, gestionnaire de 87 hôtels, dans 8 pays européens. En 2006, Eurazeo commence également à investir dans des sociétés européennes, au travers des acquisitions de Banca Leonardo, puis de Moncler, et Sirti en Italie, et de Desigual en Espagne.[réf. nécessaire]
En 2006, Enrazeo acquiert 20 % de Banca Leonardo, une banque italienne destinée au marché italien du private equity et crée Euraleo, une coentreprise 50/50. Eurazeo Co-Investment Partners est fondé et le groupe Fraikin est cédé à CVC Capital Partners.
En 2007, Enrazeo cède Eutelsat et acquiert APCOA d’une partie de Sirti puis Elis, et se renforce dans Air liquide. Eurazeo acquiert une partie d’Intercos et de Station Casinos avec Colony Capital.

### 2008 - 2016
En 2008, le pacte qui protégeait le capital d'Eurazeo depuis sa création grâce à l'appui de Crédit Agricole et Lazard prend fin, obligeant Eurazeo à céder sa participation dans Lazard et la rendant vulnérable à des OPA, sa valeur économique étant supérieure à son cours de bourse,.
En 2008, Eurazeo annonce son retrait de Veolia.
En 2009, Eurazeo vend des titres Danone par émission d’obligations échangeables en actions. En 2010, Eurazeo acquiert Fonroche Énergie et cède B&B Hotels au fonds Carlyle. Par acquisition de OFI Private Equity Capital, Eurazeo crée le pôle d’activité “Eurazeo PME” qui reprend les sociétés initialement contrôlées par OFI Private Equity Capital. Conjointement avec Bridgepoint, Eurazeo achète Foncia. Eurazeo cède la totalité des actions détenues dans IPSOS (via la holding LT Participations) puis achat de 3S photonics, et de Moncler.
Entre 2012 et 2014, Eurazeo vend par parties Rexel. En 2013, Eurazeo cède la totalité de sa participation dans Edenred puis acquiert IES et Péters Surgical. Elis achète Atmosfera. En 2014, Eurazeo acquiert l'éditeur de jeux de société Asmodee et investit 285 millions d’euros dans l'entreprise de prêt-à-porter Desigual.
En 2015, Elis et Europcar sont introduits en bourse. Eurazeo vend une partie d’Accor et de Moncler et se tourne vers la chimie avec l’achat d’InVivo Nutrition et Santé Animale (Invivo NSA). Elle acquiert une partie d’IM Square et CIFA Fashion Business Center, Prêt d'Union  (rebaptisé aujourd’hui Younited Credit), Fintrax, la French Tech PeopleDoc, et poursuit son intérêt pour l’habillement avec l’achat de Vestiaire Collective.
En 2016, Eurazeo acquiert Grape Hospitality et ses 85 hôtels en France et en Europe ainsi que deux écoles de gestion hôtelière suisses, Glion (Glion Institute of Higher Education) & Les Roches (Les Roches International School of Hotel Management). En mars, Eurazeo investit 134 millions d’euros dans Les Petits Chaperons Rouges, opérateur de crèches privées en France, puis 160 millions d’euros dans Novacap, acteur de l’industrie pharmaceutique et de la chimie. Eurazeo vend un tiers environ de sa participation dans Elis. En mai, elle achète Farfetch et en juillet, elle vend Foncia. A la fin de l’année, Eurazeo crée, avec des investisseurs privés, le holding CPK pour détenir Carambar & Co, rassemblant 14 marques européennes de chocolat et de confiserie. Parmi elles, on trouve : Carambar, Kréma, le chocolat Poulain, La Pie qui Chante et Terry’s, ainsi que les licences de Malabar et des rochers Suchard.

### De 2017 à février 2023
Le 29 novembre 2017, Eurazeo investit près de 100 millions d’euros dans Rhône Group, société d’investissement américaine et britannique, contre 30 % du capital de cette société. Un mois plus tard, le 29 décembre 2017, Eurazeo annonce l’acquisition de 70 % d’Idinvest Partners, ce qui double le montant de ses actifs sous gestion : de 8 milliards d’euros d’actifs sous gestion, Eurazeo passe à 16 milliards.
Ces deux grandes acquisitions coïncident avec la nomination de Virginie Morgon comme dirigeante de la société, le 19 mars 2018. Eurazeo était depuis quinze ans dirigé par Patrick Sayer.
En 2017, Eurazeo achète Dominion Web Solutions, un fournisseur de solutions logicielles pour les secteurs des véhicules commerciaux et de loisirs. Puis Eurazeo acquiert IberChem, un producteur espagnol de parfums et d’arôme dans les marchés émergents. La famille Decaux entre à 15,4 % dans le capital d’Eurazeo. Dans ce prolongement, une prise de participation majoritaire dans Nest Fragances (leader de la parfumerie fine et d’intérieur) est annoncée en novembre 2017. Parallèlement, la filiale d'Eurazeo, Novacap, achète Chemoxy International Ltd (Royaume-Uni) puis PCAS (Produits chimiques et auxiliaires de synthèse), deux groupes de chimie. Fin décembre 2017, Eurazeo est en discussion pour reprendre Idinvest à 70 %.
En 2018, Eurazeo acquiert le Groupe C2S, ainsi que 70 % d’Idinvest Partners, et l’ensemble immobilier Highlight. Au cours du second semestre, Eurazeo investit dans Vitaprotech, Pat McGrath Labs et Albingia. La même année, Eurazeo annonce la cession de la totalité de sa participation dans Accor, Neovia, Odealim, PeopleDoc, Asmodee et Desigual.
Le 10 janvier 2019, le groupe annonce l'achat d'un immeuble de bureaux de 11 000 mètres carrés à Londres, Euston House, dans le quartier de Camden, pour un montant de 105 millions d'euros. L'immeuble fera l'objet de travaux de rénovation et représentera un investissement en fonds propres de 40 millions d'euros. Il est d'ores et déjà loué jusqu'en 2022.
Début août 2019, Eurazeo annonce le rachat pour 250 millions d'euros de l'Américain Elemica, société spécialisée dans l'automatisation des procédures industrielles,,.
En octobre 2019, Eurazeo investit 60 millions d’euros dans Herschel Supply Co. (« Herschel »), marque de bagagerie et d’accessoires, basée à Vancouver, au Canada.
En février 2020, Eurazeo Patrimoine annonce la cession intégrale du CIFA à un fonds géré par Mata Capital.
En 2020, la pandémie de covid-19 touche des entreprises en partie détenues par Eurazeo qui doivent s'en remettre à un prêt garanti par l'État français, ce qui en contrepartie interdit à Eurazeo de verser des dividendes à ses actionnaires, alors que le groupe avait initialement prévu d'augmenter ces dividendes.
Fin juillet 2020, Eurazeo annonce une perte de 390 millions d'euros au premier semestre,.
Mi-novembre 2020, Eurazeo annonce que la deuxième vague de Covid-19 aura un impact « limité » sur son portefeuille en comparaison de la première qui a eu lieu au printemps 2020. Le groupe devrait toutefois accélérer ses cessions d'actifs en 2021 et 2022 en raison de la dégradation de certaines activités, particulièrement dans les loisirs et les voyages.
Le 8 février 2021, Eurazeo annonce son désir de vendre Seqens (anciennement Novacap), pour 2 milliards d'euros. Seqens est propriétaire de 24 sites de production dont PCAS, Chemoxy International Ltd, PCI Synthesis, Uetikon GMBH et Novacyl, leader mondial de l’aspirine, de l’acide salicylique et de ses dérivés. En juillet 2021, Eurazeo effectue une levée de 1,6 milliard d'euros. Le 31 aout, les négociations exclusives avec SK Capital pour cette opération sont annoncées.
En septembre 2021, Eurazeo annonce l'acquisition d'un ensemble logistique et industriel multilocataires à Londres pour un montant de 27 millions d'euros. Toujours en septembre 2021, Eurazeo prend le contrôle du fonds de capital risque spécialisé dans la santé Kurma Partners.
Entre janvier et septembre 2021, Eurazeo réalise un chiffre d'affaires de 3,76 milliards d'euros, soit une légère baisse de 3 % par rapport à l'avant pandémie.
Sur l'ensemble de l'année 2021, Eurazeo annonce avoir levé 5,2 milliards d'euros auprès d'investisseurs, ce qui constitue un record pour l'entreprise.
Fin juin 2022, Eurazeo annonce la cession de sa participation de 51 % dans Trader Interactive. Eurazeo récupèrera environ 227 millions d'euros dans cette opération.
En 2022, le bénéfice net recule de 62 % à 595 millions d'euros.
Le 3 février 2023, une réunion extraordinaire entre actionnaires aboutit sur une remise en question de la présidente du directoire, Virginie Morgon. Un conseil de surveillance exceptionnel est convoqué le dimanche 5 février pour statuer sur son avenir. Il met fin à ses fonctions.

### À partir de février 2023
À partir de février 2023, Eurazeo est dirigé par Christophe Bavière et William Kadouch-Chassaing. Il s'agit d'une présidence tournante. L'objectif de la réorganisation est d'éviter une trop forte concentration des pouvoirs, de redonner des responsabilités aux collaborateurs, et de recentrer l'activité sur l'Europe.
En avril 2024, Eurazeo annonce l'acquisition d'une participation majoritaire dans Eres Group, spécialiste français de solutions d'épargne salariale et de retraite, auprès de la société de capital-investissement IK Partners,.
En mai 2024, Eurazeo cède sa participation de 25% dans MCH Private Equity (MCH), société de gestion espagnole,. Le même mois, le fonds annonce la cession de sa participation dans LumApps, une plateforme d'intranet d'entreprise, pour 210 millions d'euros,. Eurazeo annonce également le lancement d'Eurazeo Planetary Boundaries Fund (EPBF), un fonds d'investissement à impact thématique de 750 millions d'euros,.

## Activité
Le groupe Eurazeo a réorganisé son activité en 5 pôles et 3 activités d’investissement (issues de l’intégration des activités d’Idinvest),.
- Eurazeo Capital : le pôle qui investit dans les entreprises valorisées à plus de 150/200 millions d’euros.
- Eurazeo PME : le pôle d’investissement pour les petites et moyennes entreprises, dont la valorisation est inférieure à 150/200 millions d’euros.
- Eurazeo Growth : le pôle consacré à l’investissement pour la transformation des entreprises (croissance, internationalisation, etc.). Eurazeo Growth est issu de la fusion entre Idinvest Growth et Eurazeo Croissance.
- Eurazeo Patrimoine : rassemble les entreprises qui investissent soit directement dans l’immobilier, soit dans des sociétés qui gèrent des actifs immobiliers.
- Eurazeo Brands : cinquième pôle d’investissement, créé en mai 2017 pour les entreprises à marque forte et à potentiel de développement international dans certains secteurs spécifiques comme l’alimentation, la beauté…
- Activité venture d’Idinvest : activité de financement de start-ups (levées de fonds puis accompagnement de la croissance).
- Activité dette privée d’Idinvest : transmission d’entreprise, recomposition du capital, retrait de cote ou financement du développement.
- Activité gestion de fonds Idinvest : gestion de portefeuilles sur le marché européen pour des investisseurs institutionnels.

Eurazeo dispose de cinq bureaux européens à Paris, Londres, Luxembourg, Francfort et Madrid ; de deux bureaux américains, à Sao Paulo depuis 2015 et New York depuis 2016 ; et enfin de deux bureaux en Asie (en Chine, à Shanghai depuis 2012, et en Corée du Sud depuis 2019, à Séoul).

### Direction
Le directoire est composé de :
- William Kadouch-Chassaing [84], Co-président
- Christophe Bavière, Co-président
- Sophie Flak, managing partner ESG & Digital
- Olivier Millet, managing partner - small-mid buyout & NovSanté

Le conseil de surveillance d’Eurazeo se compose de 15 membres, dont 2 représentants des salariés et 2 censeurs.
- Jean-Charles Decaux, président du conseil de surveillance
- Olivier Merveilleux du Vignaux, vice-président du conseil de surveillance
- Société JCDecaux Holding SAS représentée par Emmanuel Russel, membre du conseil de surveillance
- Mathilde Lemoine, membre du conseil de surveillance
- Roland du Luart, membre du conseil de surveillance
- Victoire de Margerie, membre du conseil de surveillance
- Françoise Mercadal-Delasalles, membre du conseil de surveillance
- Stéphane Pallez, membre du conseil de surveillance
- Patrick Sayer, membre du conseil de surveillance
- Serge Schoen, membre du conseil de surveillance
- Vivianne Akriche, membre du conseil de surveillance, représentant les salariés
- Christophe Aubut, membre du conseil de surveillance représentant les salariés
- Robert Agostinelli, censeur
- Jean-Pierre Richardson, censeur
- Bruno Roger, président d'honneur du conseil de surveillance

## Identité visuelle

Logo actuel.